# William Cowper
William Cowper (Berkhamsted, 26 november 1731 – East Dereham, 25 april 1800), uitgesproken als /ˈkuːpə/ (‘Cooper’), was een Engels dichter. Hij was een zoon van dominee John Cowper en diens eerste vrouw, die in 1736 overleed. Langs moederskant was hij een afstammeling van John Donne.

## Levensloop
Na een tijdlang op kostschool gezeten te hebben in de buurt van zijn woonplaats, ging hij naar Westminster School en studeerde vervolgens rechten aan de Middle Temple in Londen. In 1754 werd hij toegelaten tot de balie.
Cowper had van tijd tot tijd te lijden van hevige depressies, soms in zulke mate dat hij diverse pogingen ondernam zich van het leven te beroven. Hij werd verliefd op zijn nicht Theodora Cowper, maar haar vader stond een huwelijk in de weg, omdat hij twijfelde aan Williams mentale stabiliteit en omdat hij vond dat de twee te nauw aan elkaar verwant waren. In die voor hem ongelukkige periode werden er al wel wat van zijn verzen in bladen gepubliceerd en vertaalde hij werk van Voltaire. De jonge Cowper schreef sonnetten aan Theodora, die hij Delia noemde. Zijn leven lang bleef hij giften van een anonieme weldoener ontvangen, die wellicht Theodora was.
In 1763 kreeg hij via een oom (of een neef) een baan aangeboden als klerk bij het Hogerhuis. Het ging om een sinecure waarvoor hij een eenvoudig examen moest doen, maar hij zag hier zo tegenop, dat hij in een diepe depressie raakte en een zelfmoordpoging ondernam. Hierop werd hij opgenomen in een tehuis in St Albans, waar hij onder de zorgen van arts en dichter Nathaniel Cotton langzaam genas. Zijn broer en vrienden bezorgden hem daarna een onderkomen en een klein inkomen in Huntingdon. Hier brak een gelukkige periode aan. Hij maakte kennis met het gezin van Morley en Mary Unwin en hun kinderen en hieruit ontstond een warme vriendschap. Hij trok uiteindelijk bij hen in. Morley Unwin overleed in 1767 na een val van zijn paard en het gezin, inclusief Cowper, verhuisde naar Olney in Buckinghamshire. Hier raakte hij onder invloed van de gedreven evangelische geestelijke en voormalig slavenhandelaar John Newton. Deze zette hem ertoe aan mee te werken aan een liedboek. De aan hem gestelde eisen vielen Cowper echter zwaar en hij geraakte opnieuw in een depressie. Olney Hymns verscheen uiteindelijk in 1779, met een aantal zeker al zes jaar eerder geschreven bijdragen van Cowper, waaronder een aantal liederen die nog altijd gezongen worden. Newton zelf was overigens de schrijver van het nog altijd bekende lied Amazing Grace.
In 1773 – Cowper was inmiddels verloofd met Mary Unwin – ontstond bij hem het idee dat hij een verdoemd man was en dat God zijn leven van hem eiste als offer. De huwelijksplannen waren hiermee ten einde, maar Mary Unwin bleef hem verzorgen en bracht hem er weer bovenop. In 1776 correspondeerde hij weer met vrienden. Toen Newton in 1779 naar Londen vertrok, kwam hij tot rust en begon weer te schrijven. Op aanraden van Mary Unwin begon hij aan een aantal satires. Zes hiervan en een aantal andere gedichten waren opgenomen in het in 1782 verschenen Poems by William Cowper, of the Inner Temple, Esq..
Kort voor de publicatie van dit werk maakte hij kennis met Lady Austen en William en Mary raakten met haar bevriend. Zij stimuleerde Cowper tot het schrijven van nieuw werk, op haar verzoek in blanke verzen en suggereerde als onderwerp een willekeurig voorwerp in de woonkamer: de sofa. Hieruit ontstond zijn belangrijkste werk, dat de titel The Task zou krijgen en in 1785 werd uitgegeven. Ook vertelde Lady Austen hem de anekdote over John Gilpin, die hij verwerkte in het humoristische en nog altijd populaire gedicht The Diverting History of John Gilpin. Dit gedicht werd eerst anoniem gepubliceerd in  'The Public Advertiser'  in 1782, en werd opgenomen in de uitgave van The Task in 1785, evenals Tirocinium, een aanval op de Engelse public schools, kennelijk ingegeven door zijn eigen slechte ervaringen. Cowper begreep klaarblijkelijk niet dat Lady Austen verliefd op hem was. Het kwam waarschijnlijk tot een breuk toen zij romantische toenadering tot hem zocht; zij vernietigde echter zijn laatste brief aan haar.
The Task bleek een groot succes en maakte Cowper eensklaps internationaal beroemd en financieel onafhankelijk van anderen; onder anderen Benjamin Franklin gaf hem zijn complimenten. Nu hij een succesrijk dichter was, namen talrijke gewezen vrienden opnieuw contact met hem op, onder wie Lady Hesketh, de zuster van zijn jeugdliefde Theodora. Toen Lady Hesketh naar Olney kwam, had Cowper haar reeds 23 jaar niet meer gezien. Koning George III bood Cowper de post van Poet laureate aan, maar Cowper bedankte voor de eer, niet het minst doordat hij aan een sociale fobie leed. In The Task, dat uit zes volumes bestaat, vermengde Cowper zijn religieuze ideeën met alledaagse observaties over het leven op het achttiende-eeuwse Engelse platteland. Treffend waren zijn impressies van sneeuwlandschappen en gewone boerengezinnen, alsook de passages over zijn drie hazen en over honden. Benevens natuurgedichten schreef hij geëngageerde dichtwerken tegen de slavernij en politieke gelegenheidswerken. 
Kort hiervoor was hij al begonnen met de vertaling van Homerus' Ilias en Odyssee.
Hij kende de versie van Alexander Pope, en vergeleek deze nauwkeurig met de oorspronkelijke Griekse versie. Cowper was een groot bewonderaar van John Milton en zijn versie van de vertaling was dan ook geïnspireerd door diens werk.
Mary Unwin, met wie hij niet trouwde maar wel altijd goede vrienden bleef, overleed in 1794, wat hem lichamelijk en mentaal hevig aangreep. In zijn laatste jaren schreef hij in zijn wanhoop nog het gedicht The Castaway. Hij verzorgde Mary toen ze bedlegerig was en meerdere beroerten had gekregen en werd op zijn oude dag bijgestaan door de destijds bekende dichter William Hayley, die een verwant langs moederskant van hem was en die later een biografie over Cowper schreef. Voor Mary Unwin schreef Cowper het intieme gedicht My Mary. Ondanks Cowpers evangelisch-calvinistische achtergrond werd hij in zijn latere jaren goed bevriend met het rooms-katholieke gezin Throckmorton uit Weston Underwood, bij wie hij een steeds welkome gast op het landhuis Weston Hall was. In het belendende Weston Lodge nam hij uiteindelijk zijn intrek op aandringen van Lady Hesketh. Zijn nicht stuurde hem een portret van zijn moeder, wat de aanleiding vormde voor een lang, melancholisch gedicht over zijn kindertijd (On the Receipt of my Mother’s Picture out of Norfolk).
Zijn vrienden overreedden hem naar Norfolk te verhuizen, opdat de zeelucht zijn gezondheid goed zou doen. Hij overleed in East Dereham, waar hij ook werd begraven. In zijn laatste jaren was hij slechts zelden nog helder van geest; de dood van Mary Unwin betekende een zware schok voor hem en hij sprak nooit meer over haar. Zijn gewezen huis Orchard Side te Olney werd als museum ingericht. De oorspronkelijke sofa waarover hij dichtte, valt aldaar nog steeds te bezichtigen.

## Stijl
Cowper combineerde ernst en humor op een innovatieve wijze; recensenten uit zijn tijd vonden dat zijn werk niet in een bepaalde traditie paste. Zijn realistische beschrijvingen van boeren en herders vormden een stijlbreuk ten opzichte van de gekunstelde arcadische idylles van de verstarde achttiende-eeuwse poëzie; in dit opzicht was hij de Engelse tegenhanger van Robert Burns, wiens werk hij kende en waardeerde. Cowper beweerde dat zijn originele stijl voortkwam uit het feit dat hij zelf weinig boeken las en zodoende maar weinig invloeden van andere dichters had ondergaan. Desalniettemin vertoont zijn werk een zekere invloed van onder meer Thomas Gray en zijn vroegere schoolkameraad Charles Churchill.
Een in het Engels nog steeds bekend citaat van William Cowper, uit The Task, luidt: ‘Variety is the spice of life’.